# 뉴질랜드 주재 외국공관 목록

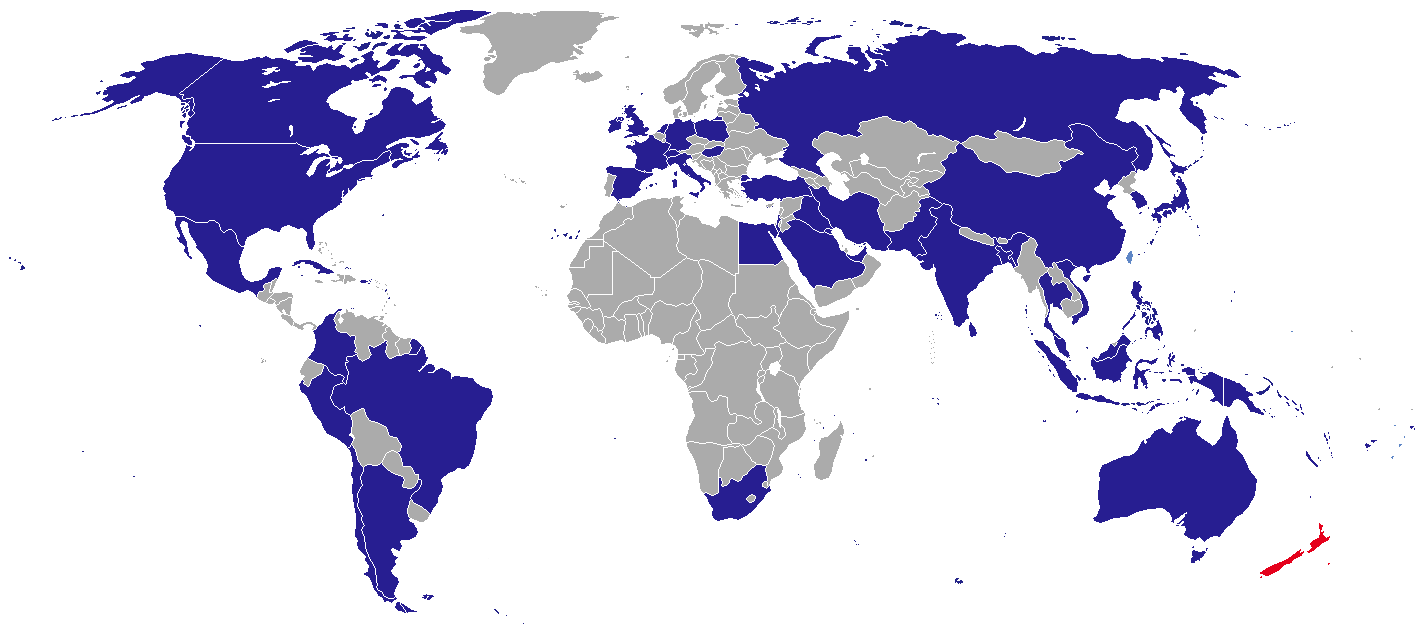
뉴질랜드에 설치된 외국공관들.

뉴질랜드 주재 외국공관 목록은 뉴질랜드에 상주하고 있는 외국 공관을 나열하는 목록이다. 뉴질랜드에 상주하고 있는 대사관 및 고등판무관의 수는 45개이다.

## 대사관/고등판무관 사무소

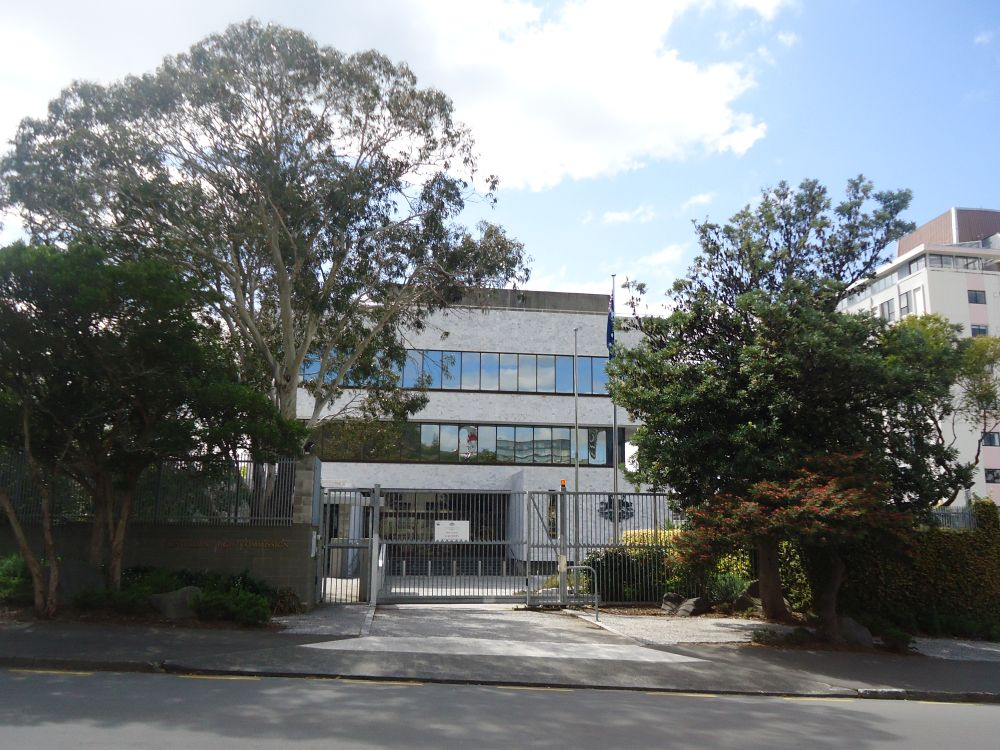
웰링턴 주재 오스트레일리아 고등판무관 사무소

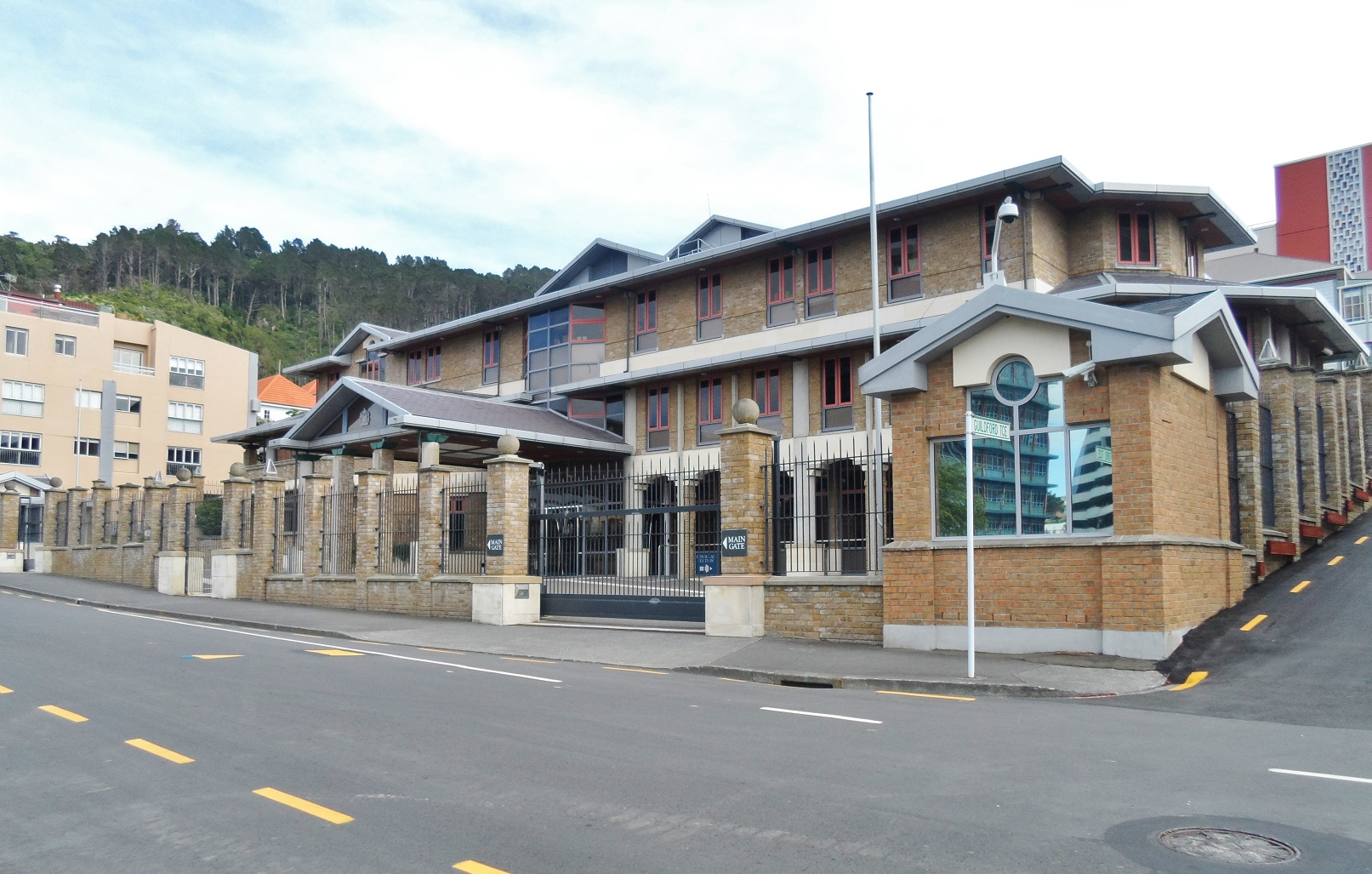
웰링턴 주재 영국 고등판무관 사무소

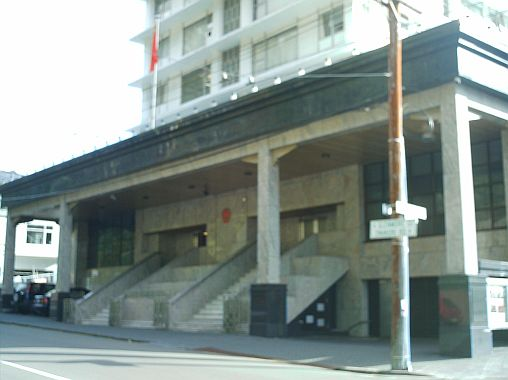
웰링턴 주재 중화인민공화국 대사관

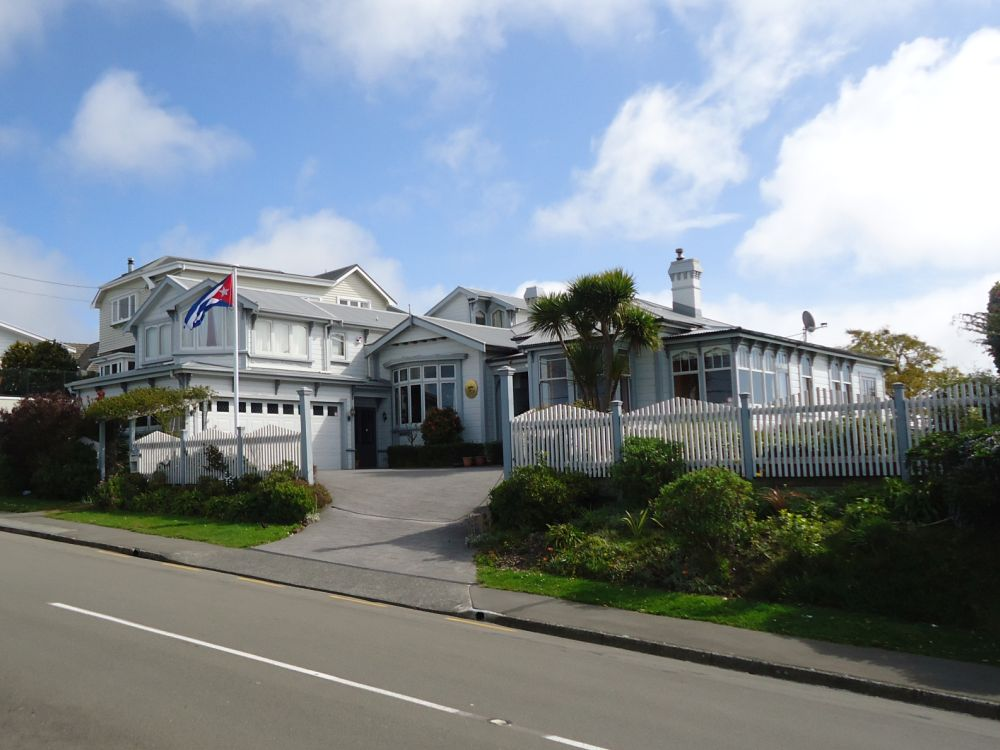
웰링턴 주재 쿠바 대사관

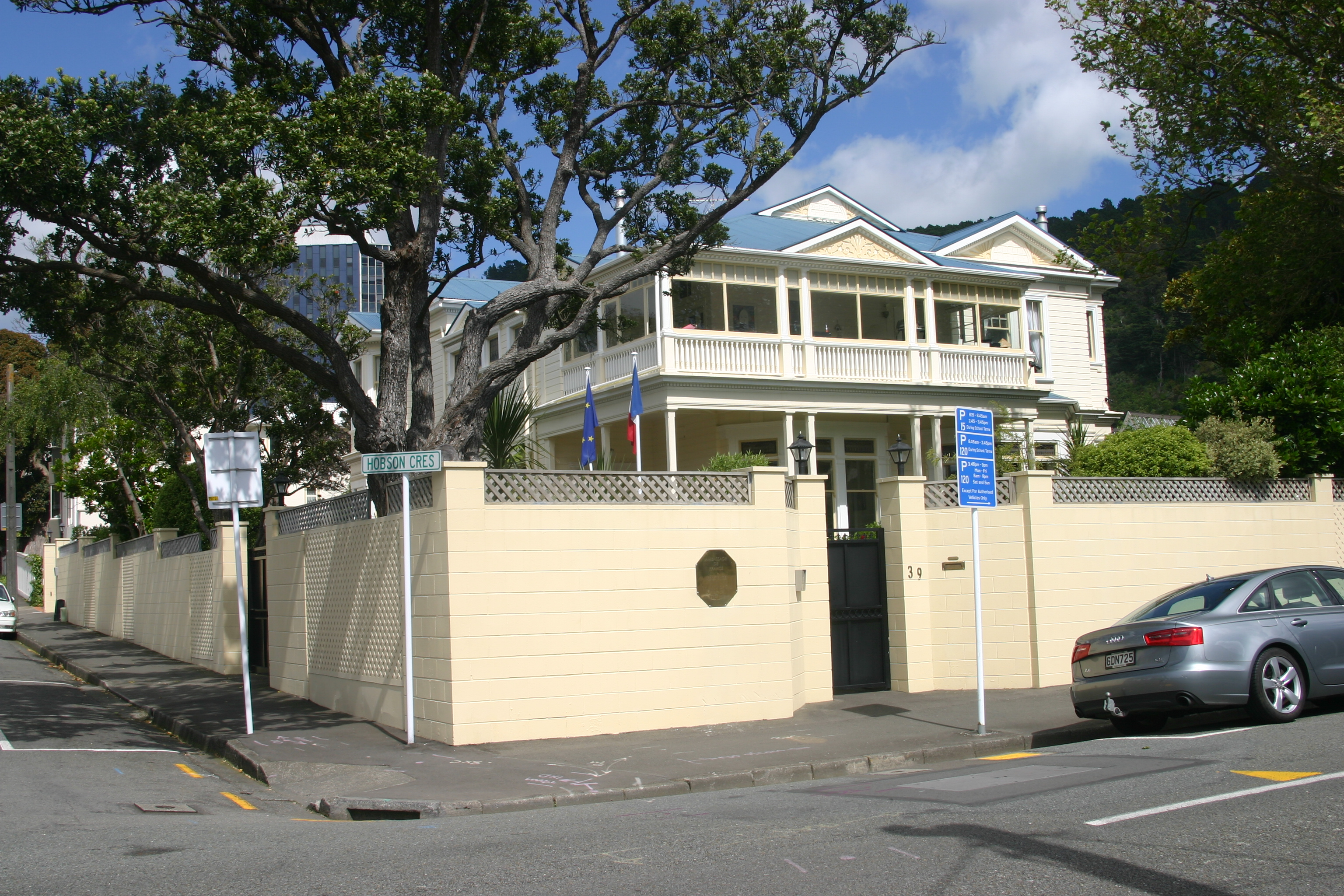
웰링턴 주재 프랑스 대사관

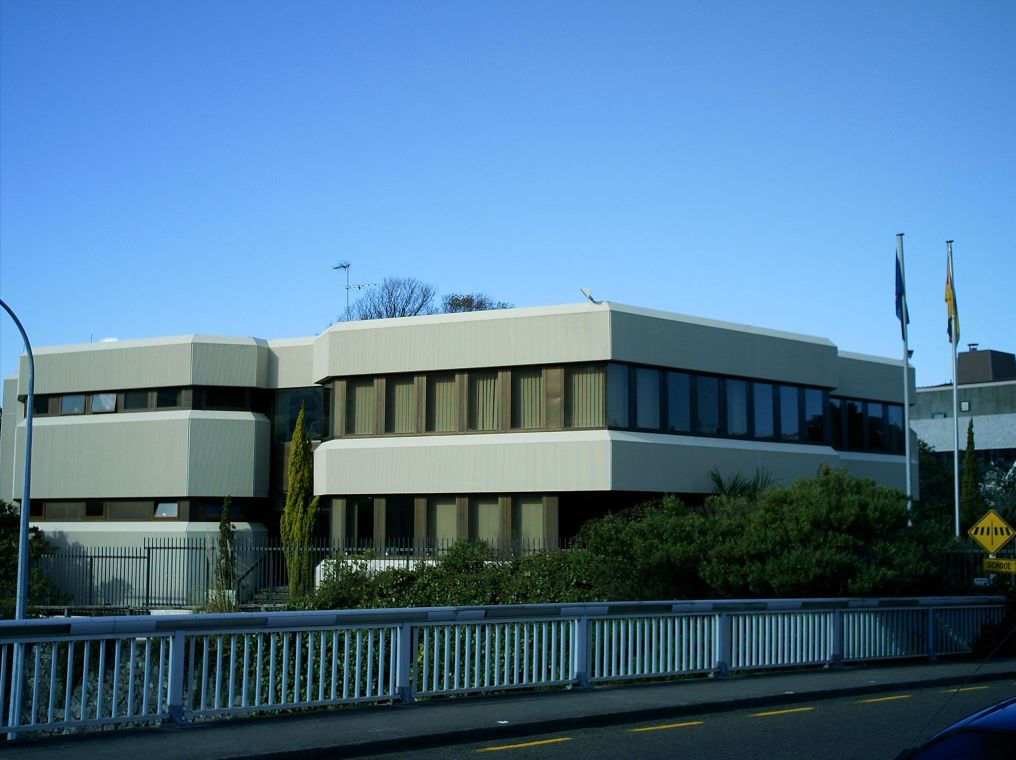
웰링턴 주재 독일 대사관

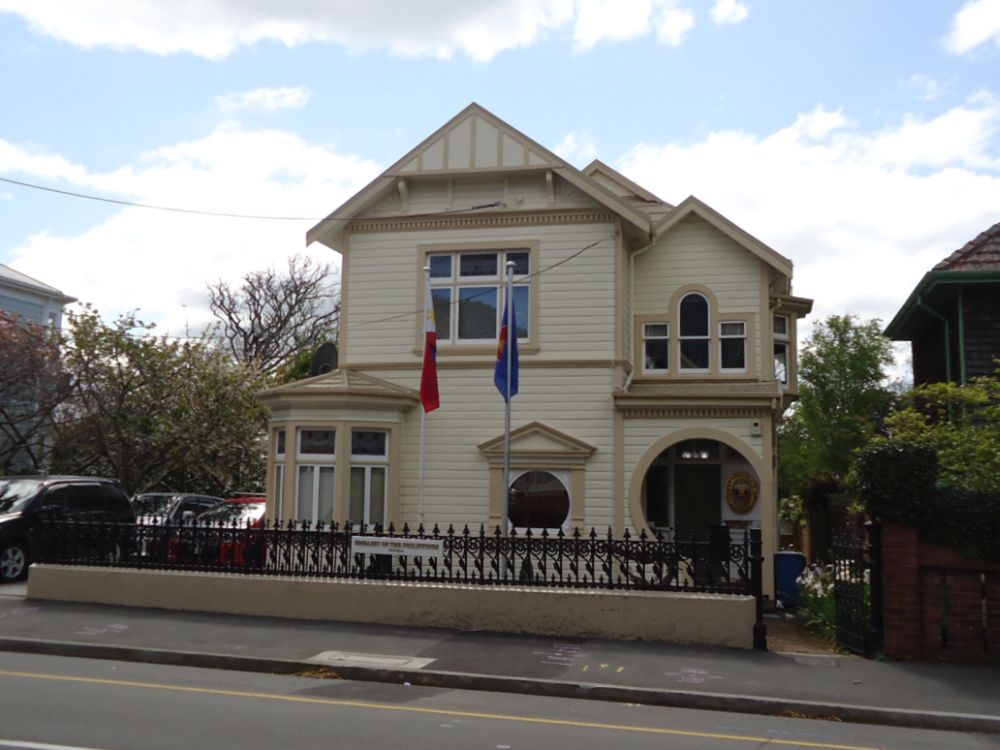
웰링턴 주재 필리핀 대사관

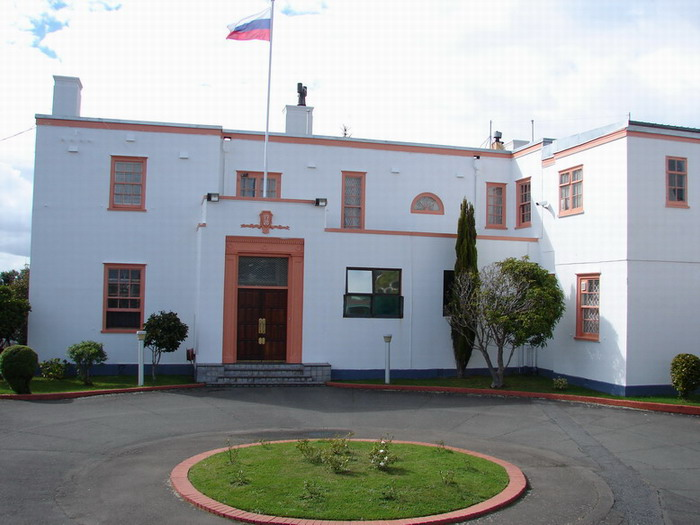
웰링턴 주재 러시아 대사관

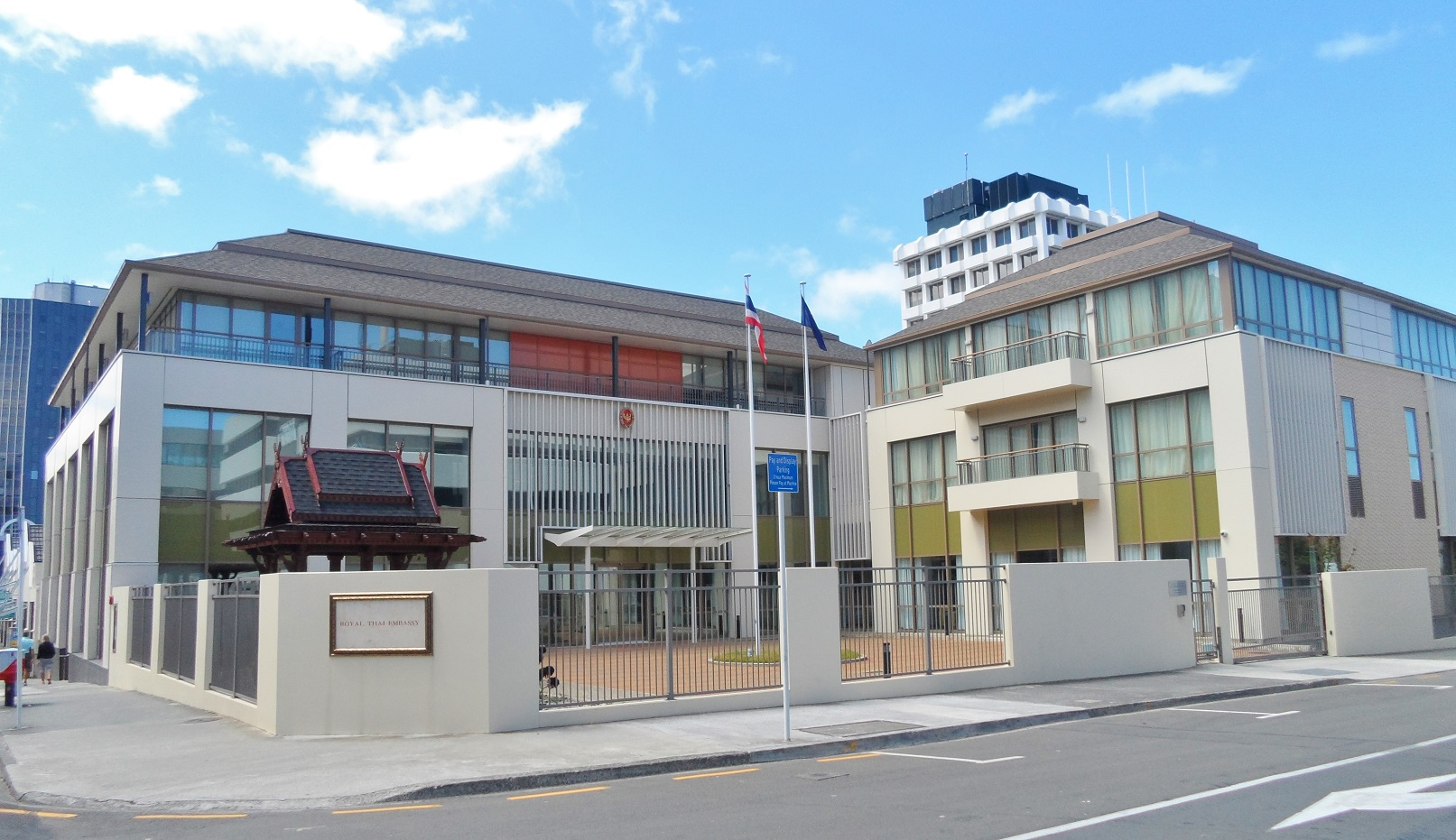
웰링턴 주재 타이 대사관

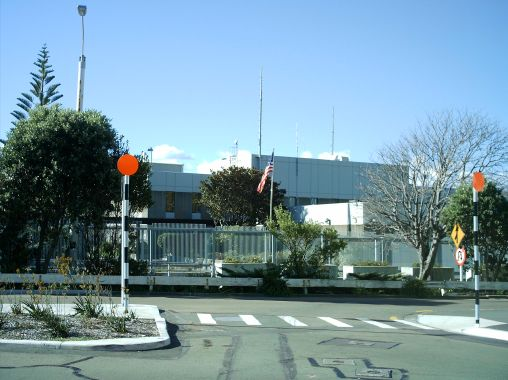
웰링턴 주재 미국 대사관

- 단, #표시는 고등판무관 사무소.

웰링턴
| - 아르헨티나 - 오스트레일리아 # - 브라질 - 캐나다 # - 칠레 - 중국 - 쿡 제도 # - 쿠바 - 이집트 - 피지 # - 프랑스 - 독일 - 헝가리 - 바티칸 시국 - 인도 # - 인도네시아 - 이란 - 이스라엘 - 이탈리아 - 일본 - 대한민국 - 쿠웨이트 - 말레이시아 # | - 멕시코 - 네덜란드 - 니우에 # - 파키스탄 # - 파푸아뉴기니 # - 필리핀 - 폴란드 - 러시아 - 사모아 # - 싱가포르 # - 솔로몬 제도 # - 남아프리카 공화국 - 스페인 - 스위스 - 태국 - 동티모르 - 튀르키예 - 투발루 # - 아랍에미리트 - 영국 # - 미국 - 베트남 |

## 대표부
- 중화민국 (타이베이 경제 문화 사무처)
- 유럽 연합 (일반 대표부)

## 오클랜드소재 총영사관/영사관/사무소
단, #표시는 해당 국가가 비상주공관이지만, 캔버라 주재 대사관 및 고등판무관 사무소가 겸임하고 있어 영사관만 단독으로 설치되어 있는 곳.
- 오스트레일리아
- 캐나다 (영사관)
- 중국
- 덴마크 (명예 영사관)
- 중화민국 (타이베이 경제문화 사무처 출장소)
- 콜롬비아 #
- 쿡 제도
- 핀란드 (영사관) #
- 체코 (영사관)
- 일본
- 대한민국 (영사관)
- 크로아티아
- 사모아
- 사우디아라비아 #
- 통가 #
- 영국
- 미국
- 바누아투 #

## 웰링턴에 설치된 영사관
- 벨라루스 (영사관)
- 덴마크 (명예 영사관)
- 핀란드 (영사관)

## 크라이스트처치에 설치된 영사관
- 중국
- 일본
- 크로아티아

## 그 외 지역에 설치된 영사관
- 아이슬란드 (넬슨)
- 크로아티아 (넬슨)
- 체코 (퀸즈타운)
- 에스토니아 (와이카네)
- 핀란드 (더네딘)

## 비상주공관
다음 국가들은 뉴질랜드와 외교 관계는 이미 수립하였으나 뉴질랜드에 대사관을 설치하지 않은 국가들이다. 다만, 지역을 명시하지 않은 것은 캔버라를 의미한다.
| - 아프가니스탄 - 알바니아 (베이징 시) - 알제리 - 오스트리아 - 아제르바이잔 - 방글라데시 - {{bar{{{2}}}0\|{{{1}}}}}{{bar{{{3}}}\|{{{1}}}}} (오타와) - 벨기에 - 벨라루스 - 베냉 (도쿄 도) - 볼리비아 (도쿄 도) - 보스니아 헤르체고비나 - 보츠와나 - 브루나이 - 불가리아 - 미얀마 - 캄보디아 - 콜롬비아 - 크로아티아 - 키프로스 - 체코 - 덴마크 - 에콰도르 - 엘살바도르 - 에리트레아 - 에스토니아 - 에티오피아 - 핀란드 - 조지아 - 가나 - 과테말라 (도쿄 도) | - 그리스 - 가이아나 (오타와) - 아이슬란드 (베이징 시) - 이라크 - 아일랜드 - 자메이카 (도쿄 도) - 요르단 - 카자흐스탄 (싱가포르) - 케냐 - 키리바시 (남타라와) - 조선민주주의인민공화국 (자카르타) - 코소보 - 라오스 - 라트비아 (런던) - 레바논 - 레소토 (쿠알라룸푸르) - 라이베리아 (도쿄 도) - 리비아 - 리투아니아 (도쿄 도) - 북마케도니아 - 말리 (도쿄 도) - 말라위 (도쿄 도) - 몰타 - 모리타니 (도쿄 도) - 모리셔스 - 몽골 - 몬테네그로 (아부다비) - 모로코 - 모잠비크 (도쿄 도) - 네팔 - 나이지리아 | - 노르웨이 - 오만 (도쿄 도) - 팔레스타인 - 파나마 (싱가포르) - 파라과이 (도쿄 도) - 페루 - 포르투갈 - 카타르 - 루마니아 - 르완다 (도쿄 도) - 사우디아라비아 - 세네갈 (도쿄 도) - 세르비아 - 세이셸 (뉴델리) - 시에라리온 (서울특별시) - 슬로바키아 - 슬로베니아 - 스리랑카 - 수리남 (베이징 시) - 에스와티니 (쿠알라룸푸르) - 스웨덴 - 탄자니아 (도쿄 도) - 우간다 - 우크라이나 - 우루과이 - 바누아투 (포트빌라) - 베네수엘라 - 잠비아 (도쿄 도) - 짐바브웨 |

## 이전에 존재한 공관들
- 그리스
- 페루
- 유고슬라비아

## 같이 보기
- 뉴질랜드의 대외 관계
- 뉴질랜드의 재외공관 목록